# Marathon des Sables

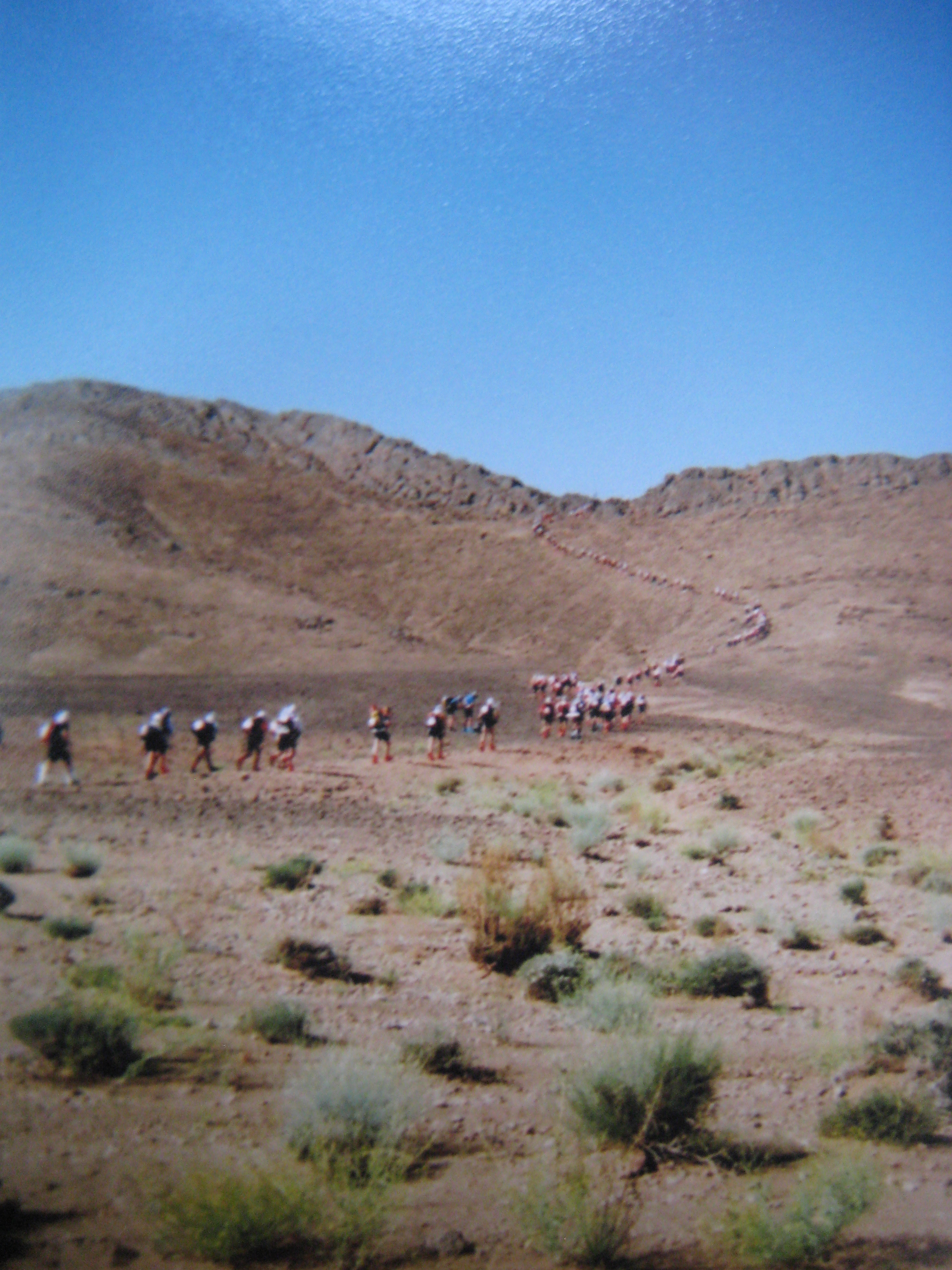
Deelnemers klimmen hun weg omhoog

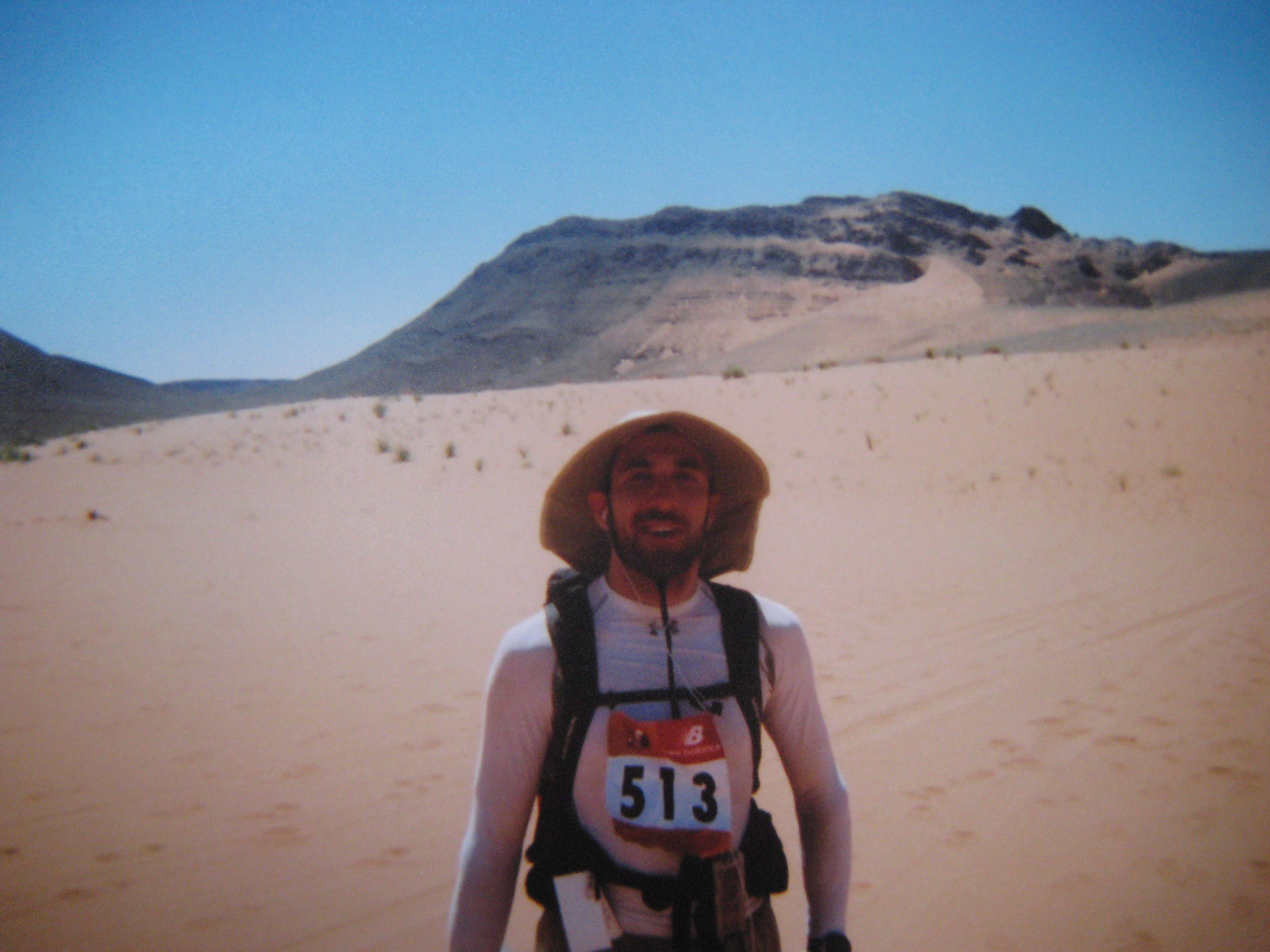
Deelnemer aan de Marathon des Sables

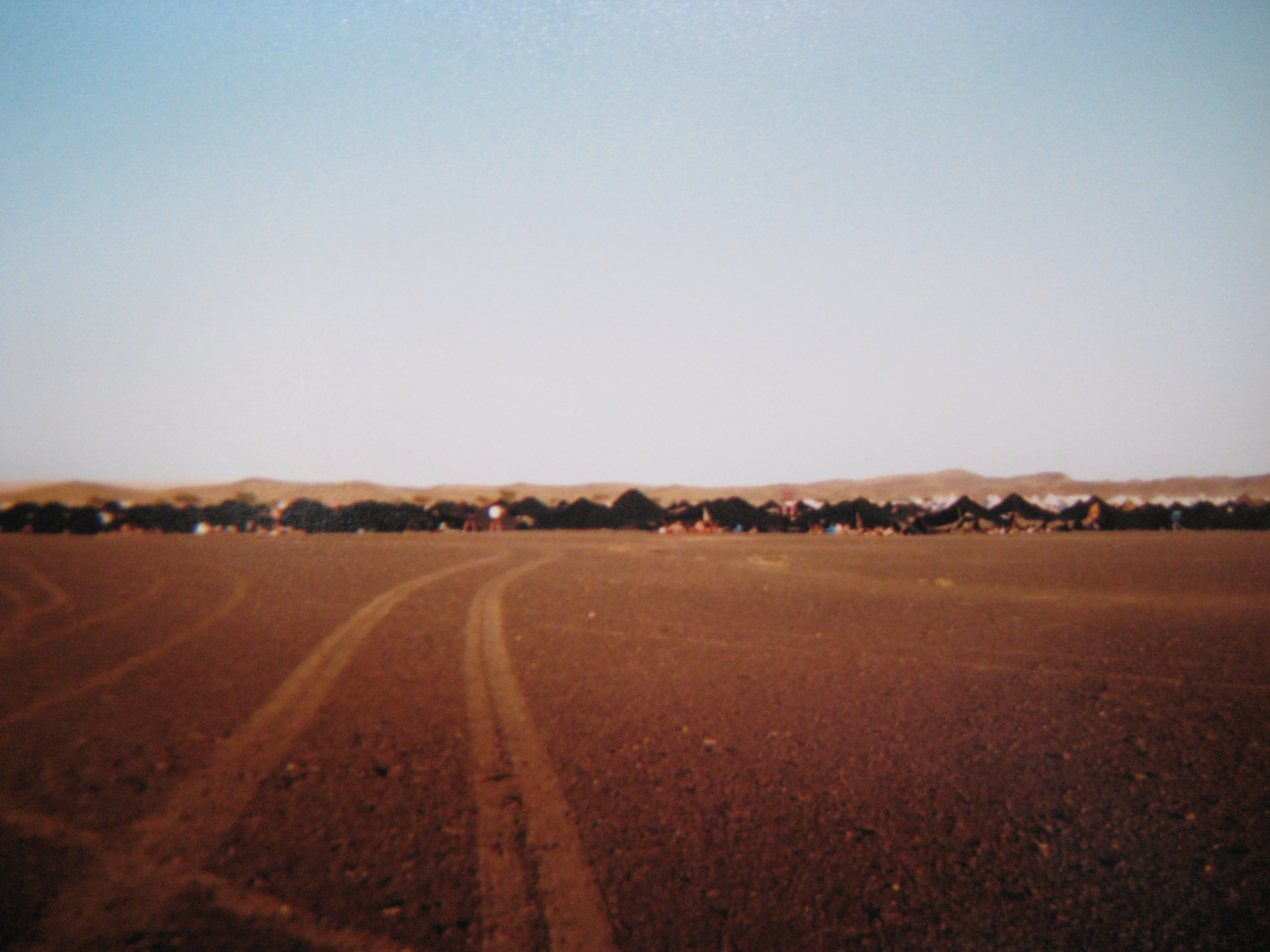
Kamp waar de deelnemers overnachten

De Marathon des Sables (MDS) (Frans: marathon van het zand) is een zesdaagse ultraloop van ongeveer 250 km, die sinds 1986 jaarlijks wordt gelopen in de woestijn van Zuid-Marokko. De loop wordt beschouwd als de zwaarste voettocht ter wereld.
De loop bestaat uit zes etappes, die in zeven dagen gelopen worden. De langste etappe is ongeveer 85 km en de andere zijn tussen de 20 en 40 km lang. Het parcours wordt elk jaar opnieuw bepaald. Iedere deelnemer draagt zijn of haar eigen rugzak met eten, drinken, slaapzak, etc. Het water en de tenten worden door de organisatie geregeld. Overdag wordt een temperatuur van 40 graden of meer bereikt en 's nachts zakt het kwik tot 5 graden Celsius. Elke deelnemer moet medisch gekeurd zijn. Elke 12 km ontvangen de deelnemers 1,5 liter water en staat een gespecialiseerd medisch team paraat.
In 2007 stonden 756 lopers aan de start, waarvan 727 de finish haalden. De 30e (jubileum)editie in 2015 telde 1350 deelnemers en de langste etappe ooit, 92 km non-stop door de Sahara.

## Statistieken
- Het aantal deelnemers is gelimiteerd.
- In 2023 bedroeg het inschrijfgeld 3190 euro.
- De oudste deelnemer ooit is Claude Compain. Hij finishte in 2000 op 77-jarige leeftijd deze wedstrijd als 563e in 69:58.38.
- Van 1997 tot 2010 heeft de Marokkaan Lahcen Ahansal tienmaal deze wedstrijd gewonnen. Zijn broer Mohamad Ahansal won de race viermaal. Aan deze reeks kwam in 2011 een einde door de overwinning van de Marokkaan Rachid el Morabity. Waarna in 2013 Mohamad Ahansal nog een vijfde maal de race wist te winnen.

## Ongelukken
Gedurende de loop van 1994 verdwaalde de Italiaanse ultraloper Mauro Prosperi tijdens een zandstorm. Prosperi, die van beroep politieagent is, zwierf meer dan negen dagen door de woestijn. 13 kg lichter werd hij 200 km van het parcours gevonden.
Sinds 2007 zijn in totaal twee deelnemers omgekomen tijdens de race.

## Nederlands succes
In 2010 eindigde de Nederlandse beroepsavonturier en ultra-atlete Jolanda Linschooten als tweede dame in een tijd van 30:20.09. De wedstrijd van 2010 was 250 kilometer lang en buitengewoon heet, met een hoogst gemeten temperatuur van 45 graden. De favoriete en winnares van 2008 en 2009, de Marokkaanse Didi Touda, viel in de derde etappe uit met acute maagklachten en uitdrogingsverschijnselen. De Spaanse Monica Aguilera won in 29:44.11. In 2011 eindigde Jolanda Linschooten als vierde dame en 35e in het overall klassement, nog voor de winnares van 2010 Monica Aguilera. In 2011 werd een maximumtemperatuur gemeten van 52 graden. De race werd gewonnen door de Française Laurence Klein, die eerder al de race van 2007 won.
In 2019 werd de marathon gewonnen door Ragna Debats, Debats was de beste van 158 vrouwelijke deelneemsters en ze werd 12e in het algemeen klassement.

## Overige Nederlandse deelname
Het Nederlandse team 'Dutch des Sables', bestaande uit Phillip de Reuver, Gijs Groeneveld, Maarten Staarink en Christine Eenhorst, nam deel aan de editie van 2007. Christine Eenhorst eindigde op een zeer verdienstelijke vijftiende plaats overall bij de vrouwen. Maarten Staarink zou in 2009 nogmaals deelnemen aan de race. In 2014 deed Harold Bosman uit Hattem mee aan de marathon.
In 2015 eindigde "MDS Team Dutch", bestaande uit Rene Manchester, Joep van Nassau, Tyler Manchester, Paul Mignot en Duco van Lanschot, als snelste Nederlandse team ooit. Paul Mignot en Duco van Lanschot behaalden destijds de hoogste ranking bij de Nederlandse mannen in de historie van de Marathon Des Sables. Zij eindigden op de 44e en 45e plek in een tijd van 29:26.14. Tyler Manchester eindigde als 192e in 35:16.14, Rene Manchester als 195e in 35:24.43. Van Nassau eindigde in een eindtijd van 43:29.02 op de 494e positie.
In 2016, met 257 km de langste editie ooit, deed een Nederlands team, bestaande uit o.a. Paul de Boer, Frank van der Endt, Rutger Kleemans en Maarten Rijssenbeek mee. Wouter de Vries uit Zierikzee eindigde dit jaar als snelste Nederlander op plaats 76. Direct daar achteraan kwam als tweede Nederlander Elisabeth (Sabine) de Vries en eindigde als 28ste vrouw binnen een extreem sterk veld van internationale top atleten.
In 2017 eindigde Thijs Boogert uit Rotterdam als 60e in een tijd van 28:53.50. Michiel Preymann uit Leiderdorp haalde op 50-jarige leeftijd de finish. Hij paste zijn eigen coaching en trainingsmethodieken toe, waarbij hij zijn kennis op het gebied van HRV, bewegingsfysiologie en mentale kracht inzette om zijn doel te bereiken. Met deze tocht haalde hij geld op voor chronisch zieke kinderen tbv Kinderfonds Franniez. Ook Quillermo Pellicaan volbracht de wedstrijd. Hij liep de race om aan te tonen dat een mens van coachpotato in een woestijnrenner kan veranderen. Hiermee stimuleert hij mensen om ook van de bank af te komen.
In 2019 volbrachten Dave Honcoop, Glenn Meuldijk en Roy Meuldijk uit Rotterdam de woestijnrace. Zij haalden hiermee geld op voor Make-A-Wish Nederland.
Aan de 35e jubileum-editie, die in oktober 2021 plaatsvond, werd door een nieuw team deelgenomen: Rutger de Jonge en Stevin Bos waren na zware voorbereidingen van start gegaan. De opbrengst hiervan ging naar MAF, een hulporganisatie die als doelstelling heeft om luchttransport te bieden aan moeilijk bereikbare gebieden om te voorzien in primaire levensmiddelen. Beide heren haalden de finish. 
Andere Nederlanders die dit presteerden waren Bart Eigenhuis, Myron Jacobs, Sander Boon, Victor Adér, Bas van Veen, Jeroen Duin, Gert Pellinkoft, Bastiaan van der Knaap, Will Meershoek en Belg Jeff Paps. Zij kwamen uit voor team Bridge2Cross. Deze extreme versie van de 35e Marathon des Sables kende 50% uitvallers door onder andere temperaturen van boven de 50 graden en een luchtvochtigheid van onder de 5%.
De editie van 2023 bleek met 30% uitval en diskwalificaties de op één na moeilijkste editie na die van oktober 2021. In 2023 behaalden, onder anderen, Jeroen Fransen, Dennis de Boer, Sonny Bouwhuis, Thiemo Theunissen, Stefan Ammerlaan, Bert Beikes, Marcus en Joshua Copier, Jens van Straalen en Sanne van Velthoven de finish van de 37e editie van de Marathon des Sables. Thiemo Theunissen behaalde de hoogste ranking bij de mannen in de historie van de Marathon Des Sables en eindigde op de 21e plaats met een tijd van 29:54.53.
Tim van Bezooijen uit Zaandam werd in 2025 de snelste Nederlander tijdens de 39e editie van de Marathon des Sables. Hij legde de afstand van circa 250 kilometer af in een totale tijd van 31 uur, 11 minuten en 2 seconden, waarmee hij de 65e plaats in het algemeen klassement behaalde.

## Tomtesterom
Tom Waes, een Belgische acteur en regisseur, deed mee aan de editie van 2010. Dit deed hij voor zijn televisieprogramma Tomtesterom, waarin hij elke week een theorie in de praktijk test aan de hand van een "how to"-boek. Hij zei hierover: "Voor een keer was het boekje toch plezanter dan het echte werk".  Uiteindelijk behaalde hij de finish en eindigde hij op een 495e plaats.

## Winnaars
| Editie | Jaar | Afstand | Winnaar                            | Winnares                            | Aantal deelnemers |
| ------ | ---- | ------- | ---------------------------------- | ----------------------------------- | ----------------- |
| 1      | 1986 | ?       | FRA Michel Galliez                 | FRA Christiane Plumere              | 23                |
| 2      | 1987 | ?       | FRA Bernard Gaudin                 | FRA Marie-Ange Malcuit              | 62                |
| 3      | 1988 | ?       | FRA Bernard Gaudin                 | FRA Marie-Ange Malcuit              | 156               |
| 4      | 1989 | ?       | FRA Hassan Sebtaoui                | FRA Marie-Claude Battistelli        | 172               |
| 5      | 1990 | ?       | FRA Hassan Sebtaoui                | FRA Claire Garnier                  | 200               |
| 6      | 1991 | ?       | FRA Hassan Sebtaoui                | FRA Monique Frussote                | 109               |
| 7      | 1992 | ?       | MAR Mohamed Bensalah               | FRA Monique Frussote                | 149               |
| 8      | 1993 | ?       | MAR Mohamed Bensalah               | FRA Monique Frussote                | 150               |
| 9      | 1994 | ?       | RUS Andre Derksen (18:41.31)       | RUS Irina Petrovna                  | 128               |
| 10     | 1995 | ?       | RUS André Derksen                  | RUS Valentina Liakhova              | 200               |
| 11     | 1996 | 220 km  | RUS André Derksen                  | FRA Béatrice Reymann                | 200               |
| 12     | 1997 | 220 km  | MAR Lahcen Ahansal (17:19.58)      | GER Anke Molkenthin                 | ?                 |
| 13     | 1998 | 221 km  | MAR Mohamad Ahansal (16:22.29)     | ITA Rosanna Pellizzari              | ?                 |
| 14     | 1999 | 225 km  | MAR Lahcen Ahansal (17:14.61)      | USA Lisa Smith                      | 600               |
| 15     | 2000 | 222 km  | MAR Lahcen Ahansal (18:03.25)      | FRA Pascal Martin                   | 800               |
| 16     | 2001 | 243 km  | MAR Lahcen Ahansal (18:42.10)      | ITA Franca Fiacconi (23:46.46)      | 630               |
| 17     | 2002 | 230 km  | MAR Lahcen Ahansal (18:23.16)      | LUX Simone Kayser                   | 600               |
| 18     | 2003 | 243 km  | MAR Lahcen Ahansal (18:56.08)      | FRA Magali Juvenal (31:59.22)       | ?                 |
| 19     | 2004 | 237 km  | MAR Lahcen Ahansal (17:44.47)      | LUX Simone Kayser (27:12.09)        | 587               |
| 20     | 2005 | 255 km  | MAR Lahcen Ahansal (19:09.04)      | LUX Simone Kayser (29:36.03)        | ?                 |
| 21     | 2006 | 212 km  | MAR Lahcen Ahansal (17:14.01)      | FRA Géraldine Courdesse (26:33.23)  | 731               |
| 22     | 2007 | 243 km  | MAR Lahcen Ahansal (17:25.06)      | FRA Laurence Fricotteaux (23:28.21) | 756               |
| 23     | 2008 | 245 km  | MAR Mohamad Ahansal (19:27.46)     | MAR Touda Didi (28:38.11)           | 803               |
| 24     | 2009 | 202 km  | MAR Mohamad Ahansal (16:27.26)     | MAR Touda Didi (23:30.44)           | 812               |
| 25     | 2010 | 250 km  | MAR Mohamad Ahansal (19:45.08)     | ESP Monica Aguilera (29:44.11)      | 1013              |
| 26     | 2011 | 250 km  | MAR Rachid el Morabity (20:46.12)  | FRA Laurence Klein (26:57.24)       | 849               |
| 27     | 2012 | 247 km  | JOR Salameh Al Aqra (19:59.21)     | FRA Laurence Klein (26:15.40)       | 795               |
| 28     | 2013 | 231 km  | MAR Mohamad Ahansal (18:59.35)     | USA Meghan Hicks (24:42.01)         | 970               |
| 29     | 2014 | 236 km  | MAR Rachid el Morabity (20:27.37)  | USA Nikki Kimball (29:04.49)        | 1029              |
| 30     | 2015 | 243 km  | MAR Rachid el Morabity (20:21.39)  | SWE Elisabet Barnes (26:42.13)      | 1350              |
| 31     | 2016 | 257 km  | MAR Rachid el Morabity (21:01.21)  | RUS Natalia Sedykh (24:45.26)       | ?                 |
| 32     | 2017 | 237 km  | MAR Rachid el Morabity (19:15.23)  | SWE Elisabet Barnes (23:16.12)      | 1168              |
| 33     | 2018 | 237 km  | MAR Rachid el Morabity             | USA Magdalena Lewy-Boulet           | 1078              |
| 34     | 2019 | 225 km  | MAR Rachid el Morabity (18:31:25)  | NED Ragna Debats (22:33:37)         | 1008              |
| 35     | 2021 | 233 km  | MAR Rachid el Morabity (21:17:32)  | MAR Aziza Raji (30:30:24)           | 753               |
| 36     | 2022 | 231 km  | MAR Rachid el Morabity (18:33:28)  | ESP Anna Comet Pascua (24:18:33)    | 1104              |
| 37     | 2023 | 245 km  | MAR Mohamed el Morabity (19:19:54) | FRA Maryline Nakache (27:02:17)     | 1128              |